# Dirty Dancing
Dirty Dancing és una pel·lícula musical estatunidenca dirigida per Emile Ardolino, estrenada el 1987 i doblada al català.
La pel·lícula la va escriure Eleanor Bergstein, i produïda per Linda Gottlieb. Protagonitzada per Patrick Swayze i Jennifer Grey, explica la història de "Baby" Frances Houseman, una jove que s'enamora del instructor de dansa Johnny Castle (Swayze) en un complex de vacances.
La pel·lícula es basava en la mateixa infantesa del guionista Bergstein. Originalment, va escriure un guió per a la pel·lícula de Michael Douglas It's My Turn, però finalment va acabar sorgint una història per a una pel·lícula que es va convertir en la coneguda com Dirty Dancing. El guió es va acabar el 1985, però els canvis de gestió a MGM van posar la pel·lícula en un atzucac en el seu desenvolupament. La productora es va canviar a Vestron Pictures amb Emile Ardolino com a director i Linda Gottlieb com a productora. El rodatge va tenir lloc a Lake Lure, Carolina del Nord, i Mountain Lake, Virginia, amb la partitura de la pel·lícula composta per John Morris i la coreografia de dansa de Kenny Ortega.
Dirty Dancing es va estrenar al Festival de Cannes de 1987 el 12 de maig de 1987, i es va estrenar el 21 d'agost de 1987 als Estats Units, guanyant més de 214 milions de dòlars a tot el món. Va ser la primera pel·lícula que va vendre més d'un milió de còpies per a vídeos domèstics. La crítica va ser força positiva, elogiant especialment les actuacions de Gray i Swayze, i la seva banda sonora, creada per Jimmy Ienner, va generar dos àlbums multiplatí i múltiples senzills com "(I've Had) The Time of My Life". La interpretació de Bill Medley i Jennifer Warnes, va guanyar l'Oscar a la millor cançó original, el Globus d'Or a la millor cançó original i el premi Grammy a la millor interpretació pop d'un Duo o grup amb veus.
La popularitat de la pel·lícula va portar a una preqüela de 2004, Dirty Dancing: Havana Nights, i una versió escènica que ha tingut actuacions exhaurides a Austràlia, Europa i Amèrica del Nord. El 2017 també es va publicar un remake fet per a la televisió.

## Argument
La pel·lícula se situa en el 1963. Baby –de nom veritable Frances–, filla d'una família rica, passa les vacances amb els pares i la germana al centre turístic Kellerman's, a les Catskill Mountains, estat de Nova York. S'enfrontarà a un món que li és completament aliè, el de la dansa. Tot i el desacord del seu pare, Baby té una història d'amor amb Johnny, un dels professors de dansa del centre, d'un entorn social molt diferent del de la jove.

## Repartiment
- Patrick Swayze: Johnny Castle.
- Jennifer Grey: Frances, "Baby".
- Jerry Orbach: Dr. Jake Houseman.
- Kelly Bishop: Marjorie Houseman.
- Cynthia Rhodes: Penny Johnson.
- Jack Weston: Max Kellerman.
- Max Cantor: Robbie Gould.

## Al voltant de la pel·lícula
- La pel·lícula va ser un gran èxit tot i el petit pressupost i actors poc coneguts. La banda sonora de la pel·lícula va ser una de les més venudes en el món, amb cançons com She's Like The Wind, escrita i dirigida per Patrick Swayze, Hungry Eyes, cantada per Eric Carmen, i (I’ve Had) The Time of My Life, compost per Franke Previte i interpretada a duo per Bill Medley i Jennifer Warnes, que va guanyar l'Oscar a la millor cançó.
- La pel·lícula va ser rodada a Mountain Lake a (Virginia) i Lake Lure a (Carolina del Nord).
- El 2004, va sortir Dirty Dancing 2 que no pot ser considerada com una veritable continuació, en la mesura que la pel·lícula no mostra els mateixos personatges, tot i que recupera la mateixa trama (una mena de remake a l'Havana). Patrick Swayze hi té un petit paper, però.

## Premis i nominacions

### Premis
1988
- Oscar a la millor cançó per Franke Previte, John DeNicola i Donald Markowitz per la cançó "(I've Had) The Time of My Life".
- Globus d'Or a la millor cançó original per Franke Previte, John DeNicola.
- Amanda Award a la millor pel·lícula.

### Nominacions
- Globus d'Or a la millor pel·lícula musical o còmica.
- Globus d'Or al millor actor musical o còmic per Patrick Swayze.
- Globus d'Or a la millor actriu musical o còmica per Jennifer Grey.